# Rosmerta Corona
Rosmerta Corona est une corona, formation géologique en forme de couronne, située sur la planète Vénus.  

## Présentation
Rosmerta Corona est localisée par 0° N et 124,5° E et se situe dans le quadrangle de Greenaway (V-24). 
Elle a été nommée ainsi en 1994, en référence à Rosmerta, déesse gauloise de la fertilité et de l'abondance, et couvre une surface circulaire d'environ 300 km de diamètre. 